# Coscineuta haematonota
Coscineuta haematonota är en insektsart som först beskrevs av Hermann Burmeister 1838.  Coscineuta haematonota ingår i släktet Coscineuta och familjen gräshoppor. Inga underarter finns listade i Catalogue of Life.